# Шерије (Лоара)
Шерије (фр. Cherier) насеље је и општина у источној Француској у региону Рона-Алпи, у департману Лоара која припада префектури Роан.
По подацима из 2011. године у општини је живело 490 становника, а густина насељености је износила 17,43 становника/km². Општина се простире на површини од 28,11 km². Налази се на средњој надморској висини од 824 метара (максималној 1.156 m, а минималној 594 m).

## Демографија
| 1962. | 1968. | 1975. | 1982. | 1990. | 1999. | 2011. |
| ----- | ----- | ----- | ----- | ----- | ----- | ----- |
| 591   | 647   | 595   | 542   | 482   | 445   | 490   |

График промене броја становника у току последњих година